# حسين الرضي
حسين الرضي (1924، النجف - 24 فبراير 1963، بغداد)، المعروف أيضًا باسم هاشم وعمار وسلام عادل، سياسي شيوعي عراقي وشاعر. كان زعيما للحزب الشيوعي العراقي منذ عام 1955 حتى وفاته بالإعدام أو تحت التعذيب بعد الانقلاب البعثي عام 1963.

## حياته
ولد سلام عادل في النجف في العراق عام 1922، ودرس في بغداد حتى تخرّج من دار المعلّمين الابتدائية عام 1943م، وفيها بدأت علاقته بالحزب، وعُين مدرساً في الديوانية عام 1944م ومن هناك انضمّ لصفوف الحزب.
بعد أن أصبح عضواً في لجنة مدينة الديوانية للحزب ولنشاطه المميز كُشف انتمائه للحزب الشيوعي من قبل أجهزة الأمن وفصل من العمل عام 1946م، ثم اشتغل مفتش باصات وفصل مرة أخرى من العمل لتنظيمهِ إضراب لجباة ومفتشي الباصات، وعمل بعدها مدرساً في مدرسة خاصة، ومن ثم مدرساً في مدرسة التطبيقات، وفي نهاية عام 1948م فُصِل من العمل مجدداً، واحترف العمل الحزبي براتب قدره ستة دنانير، اعتُقِل في عام 1949م بعد إحدى المظاهرات وحُكم عليه بثلاث سنوات سجن فعلي في سجن «نقرة السلمان» تليها سنتان إقامة جبرية.
خرج من السجن في بداية عام 1953م، وفي اليوم الأول لوصوله للرمادي لتنفيذ حكم الإقامة الجبرية عليه لمدة سنتين هرب واختفى وقرر الحزب إرساله إلى البصرة ليصبح مسؤولاً حزبياً للمنطقة الجنوبية، وهناك تزوج سلام من امرأة تنتمي إلى الحزب الشيوعي وكان قد تعرف عليها وعلى أهلها قبل اعتقالهِ وكان اسمها (ثمينة ناجي يوسف)، وعقد القران والزواج بسرعة، وأرسلا معاً للبصرة، ومن هناك أصدر بياناً باسم منطقة البصرة حول مجزرة 18 حزيران 1953 التي راح ضحيتها عدد من أعضاء الحزب الشيوعي في سجن بغداد، والذين كان سلام عادل يعرفهم جميعاً معرفة شخصية، والبيان كان إعادة إشهار بأن منظمة البصرة قد عادت للنشاط الحزبي والعمل بعد أن تعرضت لضربـة مؤلمة، وهذا البيان طبعـهُ سلام عادل بنفسهِ على الآلة الطابعة وتعلم الطباعة فيه.

## نشاطه
قاد سلام عادل الحزب الشيوعي العراقي للفترة ما بين 1956 ولغاية  إنقلاب شباط 1963 على يد البعثيين والقوميين ضد رئيس الوزراء عبد الكريم قاسم ، وكان لسلام عادل الدور الكبير في تنظيم وتحشيد جماهير الحزب الشيوعي العراقي لجانب انقلاب 14 تموز 1958. كان لسلام عادل دور مهم في لم شمل الحزب الشيوعي العراقي بسبب وجود أنشقاق آنذاك عُرف باسم (راية الشغيله) وكان هو السبب في إعاده راية الشغيله وتنظيمها إلى صف الحزب الشيوعي.

## وفاته
اعتُقِل في 19 شباط 1963م أي بعد انقلاب 8 شباط 1963م، حيث تعرّض لتعذيب شديد تقشعرّ له الأبدان، على يد الحرس القوميّ حيث شوّه جسده ولم يعد من السهل التعرف عليه، فقد فقئت عيناه وكانت الدماء تنزف منهما ومن أذنيه ويتدلى اللحم من يديه المقطوعتين وكُسرت عظامه وقطعت بآلة جارحة عضلات ساقيه وأصابع يديه [بحاجة لمصدر] وقُتل معه بعد الانقلاب آلاف الشيوعيين والعديد من قادة الحزب منهم «محمد حسين أبو العيس» و«حسن عوينة» و«جمال الحيدري» و«جورج تللو».
قتل سلام عادل في قصر النهاية على يد البعثيين والقوميين الذين أستولوا على السلطة بعد تعذيب طويل بسبب صموده على موقفه ومبدأه حتى مقتله، لم يتبق من جسده شيئًا؛ لأن البعثيون ألقوا به في محلول التيزاب الحارق.[بحاجة لمصدر]

## مؤلفاته
من مؤلفات سلام عادل «البرجوازية الوطنية في العراق»، «رد على مفاهيم برجوازية قومية وتصفوية» الذي تم تأليفه عام (1957)، «انتفاضة 1956 ومهامنا في الظرف الراهن» في عام (1957)، «الإصلاح الزراعي» في عام (1961)، «وجهة نضالنا في الريف» في عام (1962).
توفي في 6 آذار 1963 في قصر النهاية ببغداد.

## ذكراه
ألفت زوجته ثمينة ناجي يوسف ونزار خالد كتابا من جزئين بعنوان «سلام عادل سيرة مناضل» وثقا فيها سيرة حياته.